# Central Bank of Ireland
Central Bank of Ireland (iriska: Banc Ceannais na hÉireann) är Irlands centralbank. Den grundades den 1 februari 1943 och har sitt säte i Dublin. Sedan införandet av euron i Irland den 1 januari 1999 utgör centralbanken en del av Eurosystemet. Centralbankschef är Gabriel Makhlouf.